# The Hole 3D
The Hole 3D (Miedos 3d o Mi3Dos en Hispanoamérica) es una película de terror y fantasía dirigida por Joe Dante.

## Sinopsis
Dos chicos, Dane (17) y Lucas (10) se mudan junto a su madre a una nueva casa en un pueblo, huyendo de su oscuro pasado. La madre de éstos trabaja mucho, por lo cual los muchachos se deben quedar solos en su casa. Inspeccionando su nueva casa, los dos hermanos descubren un sótano en el cual hay un hoyo tapado con un montón de candados. Cuando lo abren, parece que éste no tuviese fin; con ayuda de su nueva vecina y amiga harán lo posible por desvelar el misterio que no los deja dormir. Pronto descubren que el hoyo no es otra cosa que el lugar donde se depositan los miedos más profundos de las personas, y deberán enfrentarse a ellos y superarlos.

## Casting
- Chris Massoglia es Dane Thompson.
- Haley Bennett es Julie Campbell.
- Natan Gamble es Lucas Thompson.
- Teri Polo es Susan Thompson
- Merritt Patterson Chica Joven
- Jessica Just Chica en la piscina
- Peter Shinkoda
- Bruce Dern
- Chelsea Ricketts es Whitney.
- Chord Overstreet es Adam, el chico adolescente.
- Douglas Chapman
- Ali Cobrin es Tiffany.
- Paul Hooson es Jester.
- Misha Bugaev es Chico "ligador".
- Stephanie Wilcox.
- Dylan Garrett es Conductor de la pickup.
- Pedro Luis Orozco Jiménez "el muñeco".
- Diana Marcela Merlano Camacho ¨"Peluquera"

## Producción
La película comenzó a filmarse en 3D el 5 de diciembre de 2008 en Vancouver, Canadá. La Premier fue sólo exhibida el 12 de septiembre de 2009 en el Toronto International Film Festival, y en el Festival de Venecia donde se llevó el premio a la mejor película 3D por encima de Coraline, Up, y My Bloody Valentine 3D